# Maurice Lamontagne
Maurice Lamontagne, né le 7 septembre 1917 et mort le 12 juin 1983, est un économiste et homme politique canadien.

## Biographie
Natif de Mont-Joli, il étudie à la faculté des sciences sociales de l'Université Laval, alors dirigée par Georges-Henri Lévesque. Il enseigne l'économie à Québec et à Ottawa et se spécialise sur les questions du fédéralisme canadien et du Nord canadien.
Dans les années 1960, il aide à former la commission sur le bilinguisme et le Conseil des Arts du Canada. En 1963, il devient le président du Conseil privé. Par la suite, il devient député du Parti libéral du Canada. Lester B. Pearson le nomme au sénat en 1967.
Lamontagne a reçu la médaille Gloire de l'Escolle en 1977. Il meurt en 1983 à l'âge de 65 ans, trois mois avant son 66e anniversaire. L'Institut Maurice-Lamontagne pour la recherche océanographique est nommé en son honneur.